# Герхард I фон Вианден
Герхард I фон Вианден (на немски: Gerhard I/Gerard I von Vianden; * ок. 1094 във Вианден) от род Спонхайми е бургграф на замък Вианден и Клерво в Люксембург.
Той е син на Герхард I фон Спонхайм († ок. 1096). Внук е на граф Стефан II фон Спонхайм († 1096)) и София фон Формбах († сл. 1088), вдовица на геген-крал Херман Люксембургски († 1088), дъщеря на граф Мегинхард V фон Формбах и на Матилда фон Рейнхаузен. Племенник е на Хуго фон Спонхайм († 1137), архиепископ на Кьолн (1137).

## Фамилия
Герхард I фон Вианден се жени ок. 1112 г. във Вианден за Аделхайд/Алайдис фон Хам, незаконна дъщеря на граф 	Бертхолд I в Бидгау, фогт на Прюм († 1101), и има децата:
- Фридрих (Фери) I фон Вианден († сл. 1156/ок. 1124), граф на Вианден, фогт на Прюм; има три сина и дъщеря
- Герхард II († сл. 1156), граф на Клерво, господар на Оурен
- дъщеря фон Вианден, омъжена за Рудолф фон Спонхайм-Щаркенбург
- дъщеря фон Вианден, омъжена пр. 1096 г. за Валтер